# モーリッツ・カントール
モーリッツ・ベネディクト・カントール（独: Moritz Benedikt Cantor、1829年8月23日 – 1920年4月10日
）は、ドイツの数学史家。

## 経歴
マンハイムに生まれた。ポルトガルからオランダへ移住し、一部はロシアに定住したセファルディムの一族出身である。若い頃のカントールは学校に通えないほど身体が弱く、両親はカントールを自宅で教育することに決めた。後にカントールはマンハイムのギムナジウムの上級クラスに入学した。1848年、ハイデルベルク大学に進学し、カール・フリードリヒ・ガウスとハインリヒ・マルチン・ウェーバーの下で学んだ。シュテルンは彼に歴史研究への強い興味を抱かせた。

1851年にPhDを獲得した後、ベルリンに赴きペーター・グスタフ・ディリクレの講義に熱心に従った。1953年、ハイデルベルクに帰還し、大学の私講師になった。1863年、アシスタント・プロフェッサーに昇進し、1877年、名誉教授に認定された。 
カントールは Kritische Zeitschrift für Chemie, Physik und Mathematik 創立者の一人である。1859年、編集長のオスカー・シュレミルヒと親しくなり、歴史・文学部門に責任を負った。1877年から、彼の努力を通じて附録 Abhandlungen zur Geschichte der Mathematik の出版を行った。
カントールの 新任博士論文, "Über ein weniger gebräuchliches Coordinaten-System" (1851)では、すぐさま科学史が豊かになるということはなかった。 彼の最初の重要な作品"Über die Einführung unserer gegenwärtigen Ziffern in Europa"は1856年のZeitschrift für Mathematik und Physik i巻に収められている。
彼の傑作 Vorlesungen über Geschichte der Mathematik は包括的な数学史で次の巻から成り立っている。
- Volume 1 (1880) - From the earliest times until 1200
- Volume 2 (1892) - From 1200 to 1668
- Volume 3 (1894-1896) - From 1668 to 1758
- Volume 4 (1908) (カントールを長として9人の共著者がいる) - From 1759 to 1799

多くの歴史家は、歴史以外のこれまで健全で良心的な批判的な方法のなかった分野での新たな規律の創立をカントールに帰している。
1900年、カントールはパリの国際数学者会議の基調講演者になった。